# ثم جاءوا من أجلي
ثم جاءوا من أجلي هي مسرحية للكاتب الأمريكي جيمس ستيل. وهو إنتاج متعدد الوسائط، يجمع بين أشرطة مقابلات مع أصدقاء آن فرانك الذين نجوا من المحرقة، إد سيلفربرغ (سابقًا هيلموت سيلبيربيرج) وإيفا غيرنغر شلوس، مع ممثلين أحياء يحاكون مشاهد حياتهم. هو جزء التاريخ الشفوي، جزء الدراما، جزء التذكر، وهو مدفوع مجموعة. يشير العنوان إلى قصيدة شهيرة صدرت عام 1946 بعنوان «أولاً جاءوا ...» بقلم القس مارتن نيمولر.

## طاقم الممثلين
- ولد في ألمانيا عام 1926. الاسم الشخصي هو هيلموت سيلبربرغ (الملقب «مرحبا»)؛ يستخدم الآن اسم إد سيلفربيرغ. انتقل إلى هولندا هربا من النازيين
- والد إد -يرسل إد إلى جده في أمستردام، هولندا. ذهب إلى بلجيكا.
- والدة إد -انتقلت إلى بلجيكا مع والد إد.
- إيفا -إيفا غيرنغر شلوس. ولدت في النمسا في عام 1929، وانتقلت عائلتها إلى أمستردام في عام 1940.
- هاينز غيرنغر -شقيق إيفا.
- موتي غيرنغر -والدة إيفا.
- بابي غيرنغر -والد إيفا. يفصل نفسه وهاينز عن بقية العائلة لأنه من الأسهل إخفاء شخصين من أربعة.
- آن فرانك -ولدت في عام 1929 في فرانكفورت، ألمانيا. نقل والدها عائلته إلى أمستردام في عام 1934 بعد وصول هتلر إلى السلطة.
- حرس الحدود إس إس.
- شباب هتلر.